# Lijst van socialistische staten

Staten die in het verleden socialistische regeringen hadden
Staten waarvan de Sovjet-Unie meende dat zij zich in socialistische richting ontwikkelden
Andere socialistische staten

De lijst van socialistische staten omvat zowel huidige als vroegere socialistische staten. Socialistische staten zijn landen die in hun grondwet (op positieve wijze) refereren aan het socialisme of - in geval van vroegere socialistische staten - in hun grondwet naar het socialisme verwezen.
De meeste socialistische staten bestonden in de periode van na de Tweede Wereldoorlog tot aan de val van de Berlijnse Muur in 1989. Deze staten kenden vaak als officiële ideologie het marxisme-leninisme met als voornaamste kenmerken een eenpartijstelsel (of een de facto eenpartijstelsel), een planeconomie, een uitgebreid zorgstelsel, beperkte individuele vrijheden en democratisch centralisme. Het bekendste voorbeeld van een historische socialistische staat was de Unie van Socialistische Sovjet-republieken, afgekort als USSR en simpelweg de Sovjet-Unie genoemd. De meeste marxistische landen waren satelliet- of cliëntstaten van de USSR, hoewel Joegoslavië en later de Volksrepubliek China een onafhankelijke koers van de USSR voerden en het tot spanningen kwam tussen deze landen en de Sovjet-Unie. Er waren echter ook staten die zichzelf als socialistisch zagen en als zodanig in hun grondwetten verwezen naar het socialisme, maar die duidelijk niet-marxistisch waren en in enkel geval zelfs afkerig waren van een ideologische vorm van het socialisme. Een voorbeeld van een niet-marxistisch socialistische staat was de Socialistische Republiek van de Unie van Birma. Zulke staten hadden meestal wel een aantal kenmerken gemeen met marxistisch socialistische staten, zoals een eenpartijstelsel. Op economisch vlak bekenden deze staten zich meestal tot een gemengde economie.
Socialistische staten op basis van het marxisme zijn na 1989 vrij schaars, de bekendste zijn de Volksrepubliek China en Cuba. Het aantal niet-marxistisch socialistische staten is echter nog aanzienlijk. De meeste van deze staten kennen een meerpartijenstelsel en bekennen zich tot de liberale democratie (bijvoorbeeld Algerije). Niet-marxistisch socialistische landen blijken duurzamer te zijn dan marxistische staten.
Op onderstaande lijst zijn geen landen opgenomen die worden geregeerd door socialistische of communistische partijen (al dan niet in coalitieverband met ander partijen) maar in hun grondwet niet verwijzen naar het socialisme.

## Socialistische staten

### Europa
Met uitzondering van Portugal bestonden alle Europese socialistische staten in de periode 1945-1992 en waren marxistisch-leninistisch. Portugal, de enige niet-marxistisch socialistische staat is tot op heden nog de enige (op papier althans) socialistische staat in Europa.
|  | Staat | Ideologie                                                                   | Periode, ontwikkeling |
|  | --- | --------------------------------------------------------------------------- | --------------------- |
|  | Volksrepubliek Albanië (1946-1976) Socialistische Volksrepubliek Albanië (1976-1991)                      | Marxisme-Leninisme (1944–1990) Maoïsme (1968–1978) Hoxhaïsme (1978-1990)    | 1943–1990             |
|  | Volksrepubliek Bulgarije (1946-1990)                                                                      | Marxisme-Leninisme                                                          | 1944–1990             |
|  | Duitse Democratische Republiek                                                                            | Marxisme-Leninisme                                                          | 1949–1990             |
|  | Volksrepubliek Hongarije (1949-1989)                                                                      | Marxisme-Leninisme (1949-1987/88) "Goelasjcommunisme" (1970-1989)           | 1949–1989             |
|  | Federale Volksrepubliek Joegoslavië (1945-1963) Socialistische Federale Republiek Joegoslavië (1963-1992) | Marxisme-Leninisme (1945–1948) Titoïsme (v.a. 1948)                         | 1945–1992             |
|  | Volksrepubliek Polen (1947-1989)                                                                          | Marxisme-Leninisme                                                          | 1944/52–1989          |
|  | Portugal (1976-heden)                                                                                     | De facto democratisch socialisme                                            | 1976-                 |
|  | Volksrepubliek Roemenië (1947-1965) Socialistische Republiek Roemenië (1965-1989)                         | Marxisme-Leninisme (1948-1989) Nationaal communisme (c. 1960-1989)          | 1947/48–1990          |
|  | Derde Tsjecho-Slowaakse Republiek (1948-1960) Tsjecho-Slowaakse Socialistische Republiek (1960-1989)      | Marxisme-Leninisme                                                          | 1948–1990             |
|  | Unie van Socialistische Sovjet-republieken                                                                | Leninisme (1917–1924) Marxisme-Leninisme (1924–1991) Stalinisme (1927–1953) | 1922–1991             |

### Afrika
Veruit de meeste Afrikaanse landen beriepen zich in de jaren zestig en zeventig op een Afrikaans socialisme dat zich onderscheidde van het "Westerse liberalisme" als het "Sovjet-communisme van het Oostblok." Het Afrikaanse socialisme beriep zich op de historische communautaire Afrikaanse (dorps)samenlevingen gebaseerd op onderling dienstbetoon en wilde Afrika tot wasdom brengen middels een planmatig en centraal geleide economie. Een uitzondering hierop vormden het Afrikaans socialisme in Kenia, Senegal en Madagaskar dat afkerig was van nationalisaties en waar men uitging van particulier initiatief, aangevuld met wat gemengde bedrijven. Een variant van het Afrikaans socialisme, het Arabisch socialisme, bestond ten noorden van de Sahel.
In de jaren zeventig was het Afrikaans socialisme over haar hoogtepunt heen. Landen die in deze periode onafhankelijk werd (Angola, Mozambique) beriepen zich op het marxisme en het wetenschappelijk socialisme.
|  | Staat | Ideologie, ontwikkeling | Periode               |
|  | --- | --- | --------------------- |
|  | Democratische Volksrepubliek Algerije                                                                      | Arabisch socialisme (1962-heden) Liberale democratie (1988-heden) | 1962-                 |
|  | Volksrepubliek Angola                                                                                      | Marxisme-Leninisme Linksnationalisme | 1975-1992             |
|  | Volksrepubliek Benin                                                                                       | Marxisme-Leninisme (1974-1989) | 1974–1990             |
|  | Opper-Volta Burkina Faso (Democratische Volksrepubliek Burkina Faso)                                       | Revolutionaire vorm van Afrikaans socialisme, marxisme en nationalisme onder Thomas Sankara (1983-1987) Pragmatische vorm van Afrikaans socialisme onder Blaise Compaoré (1987-1991)                                                  | 1983–1991             |
|  | Volksrepubliek Congo                                                                                       | Marxisme-Leninisme, wetenschappelijk socialisme | 1969–1991             |
|  | Djibouti                                                                                                   | Linksnationale, socialisme | 1981-1992             |
|  | Egypte (1964-2007)                                                                                         | Democratisch socialisme (Arabisch socialisme) (1964-1976); In 1976 kwam er feitelijk een einde aan het socialistisch experiment. De grondwettelijke verwijzing naar het socialisme in de preambule bleef echter wel bestaan tot 2007. | 1964-1978 (2007)      |
|  | Staat Eritrea                                                                                              | Linksnationalisme | 1993-heden            |
|  | Dergue (Provisionele Militaire Regering) (1974-1987) Democratische Volksrepubliek Ethiopië (1987-1991)     | Marxisme-Leninisme (1974-1990) Linksnationalisme (1974-1991) Fascistoïde regime (1979-1991) | 1974–1991             |
|  | Republiek Ghana                                                                                            | Afrikaans socialisme, marxisme-leninisme | 1957–1966             |
|  | Republiek Guinee (1958-1978) Revolutionaire Volksrepubliek Guinee (1978-1984)                              | Afrikaans socialisme | 1958–1984             |
|  | Republiek Guinea-Bissau                                                                                    | Marxisme-Leninisme | 1974–1991             |
|  | Republiek Kaapverdië                                                                                       | Marxisme-Leninisme | 1974–1991             |
|  | Republiek Kenia                                                                                            | Afrikaans socialisme (1964-1991) Harambee (1964-1991) Nyayoïsme (1978-1991) | 1964-1991             |
|  | Arabische Republiek Libië (1969-1977) Grote Libisch-Arabische Socialistische Volks-Jamahiriyah (1977-2011) | Arabisch socialisme, Panarabisme (1969-1977) Islamitisch socialisme, panafrikanisme, Derde Universele Theorie (1977-2011) | 1969–2011             |
|  | Democratische Republiek Madagaskar                                                                         | Malagassisch socialisme, linksnationalisme, "Christelijk marxisme" (1975-1989) Liberale democratie (1989-1992) | 1975-1990             |
|  | Republiek Mali                                                                                             | Afrikaans socialisme | 1960–1968             |
|  | Islamitische Republiek Mauritanië                                                                          | Islamitisch socialisme, panarabisme | 1961-1978             |
|  | Volksrepubliek Mozambique                                                                                  | Marxisme-Leninisme, linksnationalisme | 1975–1990             |
|  | Sahrawi Arabische Democratische Republiek                                                                  | Socialisme (1976-1991) Sociaaldemocratie, liberale democratie (1991-heden) | 1976-heden            |
|  | Democratische Republiek São Tomé en Príncipe                                                               | Marxisme-Leninisme, linksnationalisme (1975-1990) | 1975–1990             |
|  | Republik Seychellen                                                                                        | Democratisch socialisme (1977-1989) Sociaaldemocratie (1989-1991) | 1977–1991             |
|  | Republiek Senegal                                                                                          | Afrikaans socialisme | 1960–1976             |
|  | Somalische Democratische Republiek                                                                         | Marxisme-Leninisme (1969-c. 1980), Islamitisch socialisme (1969-1991) | 1969–1991             |
|  | Democratische Republiek Soedan                                                                             | Arabisch socialisme (1969-1980) Moslimfundamentalisme (1980-1983) | 1969–1983             |
|  | Verenigde Republiek Tanzania                                                                               | Afrikaans socialisme (1964-1992), Ujamaa (1967-1992) Sociaaldemocratie, Liberale democratie (1992-) | 1964-heden            |
|  | Tsjaad | Afrikaans socialisme, "Tsjadisch socialisme" Cultureel conservatisme | 1962-1975             |
|  | Tunesië | Arabisch socialisme | 1964-1988 (1964-1969) |
|  | Republiek Oeganda                                                                                          | Afrikaans socialisme, linksnationalisme | 1966–1971             |
|  | Republiek Zambia                                                                                           | Zambiaans humanisme (1967-1991) | 1967–1991             |
|  | Volksrepubliek Zanzibar en Pemba                                                                           | Afrikaans socialisme | 1964                  |

### Amerika
Het marxistische Cuba is het bekendste voorbeeld van een socialistische staat in Amerika. In de jaren rond de eeuwwisseling ontstonden er in een aantal Zuid-Amerikaanse staten socialistische republieken die zich beriepen op een eigensoortig en inheems socialisme, waarvan Bolivia en Venezuela de bekendste voorbeelden van zijn.
|  | Staat                             | Ideologie, ontwikkeling                           | Periode         |
|  | --------------------------------- | ------------------------------------------------- | --------------- |
|  | Plurinationale Staat Bolivia      | Socialisme van de 21e eeuw                        | 2006–2019       |
|  | República Socialista de Chile     | Democratisch socialisme                           | 1932            |
|  | Staat Grenada                     | Marxisme-Leninisme                                | 1979–1983       |
|  | Coöperatieve Republiek Guyana     | Democratisch socialisme, sociaaldemocratie        | 1970-heden      |
|  | Republiek Cuba                    | Socialisme (1961-1976) Marxisme-Leninisme (1976-) | 1959/1961-heden |
|  | Republiek Nicaragua               | Sandinisme (1979-)                                | 1979–heden      |
|  | Republiek Suriname                | Socialisme                                        | 1980/81–1990    |
|  | Bolivariaanse Republiek Venezuela | Socialisme van de 21e eeuw                        | 1999-heden      |

### Azië
Met uitzondering van Cuba zijn alle overige marxistische staten te vinden in het werelddeel Azië.
|  | Staat                                                                                              | Ideologie, ontwikkeling | Periode    |
|  | -------------------------------------------------------------------------------------------------- | --- | ---------- |
|  | Republiek Afghanistan Democratische Republiek Afghanistan                                          | Socialisme (1973–1978 en 1987–1992) Marxisme-Leninisme, linksnationalisme (1978-1987)                                               | 1973–1992  |
|  | Volksrepubliek Bangladesh                                                                          | Democratisch socialisme, sociaaldemocratie                                                                                          | 1971-heden |
|  | Socialistische Republiek van de Unie van Birma                                                     | "Birmese Weg naar het Socialisme"                                                                                                   | 1974–1988  |
|  | Volksrepubliek China                                                                               | Maoïsme (1949-1976) Dengisme (1976-), "Socialisme met Chinese karakteristieken"                                                     | 1949-heden |
|  | Republiek India                                                                                    | Democratisch socialisme | 1976       |
|  | Republiek Indonesië                                                                                | Pancasila (1949-) Geleide democratie (1956-1966) Nasakom (1960-1966)                                                                | 1949–1966  |
|  | Republiek Irak                                                                                     | Ba'athisme | 1971–2001  |
|  | Democratische Volksrepubliek Jemen                                                                 | Marxisme-Leninisme | 1967-1990  |
|  | Democratisch Kampuchea (1975-1979) Volksrepubliek Kampuchea (1979-1989) Staat Cambodja (1989-1993) | Maoïsme, agrarisch socialisme (1975–1979), nationalisme (1975-1979) Marxisme-Leninisme (1979–1989) Linksnationalisme (1989-1991)    | 1975–1991  |
|  | Democratische Volksrepubliek Korea                                                                 | Marxisme-Leninisme (1948-1992) Juche (1977-[2019]) Sŏn’gun (2009-[2019]) Nationalisme (1992-) Kimilsungisme-Kimiljongilisme (2019-) | 1948-heden |
|  | Democratische Volksrepubliek Laos                                                                  | Marxisme-Leninisme Marktsocialisme                                                                                                  | 1975-heden |
|  | Volksrepubliek Mongolië                                                                            | Marxisme-Leninisme | 1921–1990  |
|  | Democratische Socialistische Republiek Sri Lanka                                                   | Democratisch socialisme | 1978-heden |
|  | Arabische Republiek Syrië                                                                          | Neo-Ba'athisme, Arabisch socialisme                                                                                                 | 1963-2012  |
|  | Volksrepubliek Toeva                                                                               | Marxisme-Leninisme | 1921–1944  |
|  | Democratische Republiek Vietnam Socialistische Republiek Vietnam                                   | Marxisme-Leninisme (1945–1976) Marxisme-Leninisme (1976-), Ho Tsji-minh gedachte, socialistische markteconomie (1992-)              | 1945-heden |

### Oceanië
Hoewel landen als Vanuatu (1980-1991) en Papoea-Nieuw-Guinea (1975-) zoeken naar overeenkomsten tussen traditionele levenswijzen, Christelijk geloof en niet-marxistische vormen van socialisme vallen deze landen niet onder de noemer "socialistische staten."

## Verwijzingen
1. ↑  Constitution of the Socialist People's Republic of Albania (1976), artikel 3: "The Party of Labour of Albania, the vanguard of the working class, is the sole leading political force of the state and the society. In the People's Socialist Republic of Albania the dominant ideology is Marxism-Leninism. The entire socialist social order is developed on the basis of its principles."
2. ↑  Grondwet van de Volksrepubliek Bulgarije (1971), artikel 12: "Republiek Bulgarije behoort tot de socialistische wereldgemeenschap, wat een van de belangrijkste voorwaarden is voor haar onafhankelijkheid en alomvattende ontwikkeling."
3. ↑  Verfassung der Deutchen Demokratischen Republik (1968, herz. 1974), artikel 1: "Die Deutsche Demokratische Republik ist ein sozialistischer Staat deutscher Nation. Sie ist die politische Organisation der Werktätigen in Stadt und Land, die gemeinsam unter Führung der Arbeiterklasse und ihrer marxistisch-leninistischen Partei den Sozialismus verwirklichen."
4. ↑  Constitution of the Hungarian People's Republic (1949), artikel 3: "The State of the H.P.R. defends the liberty and power of the Hungarian working people and the independence of the country, fights against every form of exploitation of man, and organises social forces for the building of socialism. The H.P.R. realises itself in the close alliance of workers and the working peasantry led by the workers' class."
5. ↑  The Constitution of the Socialist Federal Republic of Yugoslavia (1974), artikel 1: "The Socialist Federal Republic of Yugoslavia is a federal state having the form of a state community of voluntarily united nations and there Socialist Republics ..."
6. ↑  Constitution of the Polish People's Republic (1952), preambule: "Implementing the will of the Polish Nation, the Legislative Seym of the Republic of Poland, in accordance with its purpose, solemnly adopts the present Constitution as the fundamental law by which the Polish Nation and all organs of authority of the Polish working people shall be guided, in order: (...) To strengthen the patriotic feelings, the unity and solidarity of the Polish Nation in its struggle still further to improve social conditions, to eliminate completely the exploitation of man by man, and to put into effect the great ideals of Socialism."
7. ↑  Vandaag de dag bevat de Portugese grondwet nog een enkele zeer summiere verwijzing naar het socialisme: Portugal: Constitutional Development
8. ↑  Constitution of the Portugese Republic (1976): "The Constituent Assembly (...) ensure the primacy of a democratic state based on the rule of law and open up a path towards a socialist society."
9. ↑  Constitutia Republicii Socialiste Romania 1965, artikel 1: "Roemenië is een socialistische republiek."
10. ↑  Constitution of the Czechoslovak Socialist Republic (1960), artikel 1.: "The Czechoslovak Socialist Republic is a socialist State founded on the firm alliance of the workers, farmers and intelligentsia, with the working class at its head."
11. ↑  Constitution of the Union of Soviet Socialist Republics (1924), preambule: "Finally, the very structure of Soviet power, international by nature of class, pushes the masses of workers of the Soviet Republics to unite in one socialist family."
12. ↑  Constitution (Fundamental law) of the Union of Soviet Socialist Republics (1936), artikel 1: "The Union of Soviet Socialist Republics is a socialist state of workers and peasants."
13. ↑  Constitution of the USSR (1977), artikel 1: "The Union of Soviet Socialist Republics is a socialist state of the whole people, expressing the will and interests of the workers, peasants, and intelligentsia, the working people of all the nations and nationalities of the country."
14. ↑  Constitution of Algeria (1963), preambule: "Faithful to the program adopted by the National Council of the Algerian Revolution in Tripoli, the democratic and popular Algerian Republic will direct its activities toward the construction of the country in accordance with the principles of socialism and with the effective exercise of power by the people, among whom the fellahs, the laboring masses and the revolutionary intellectuals shall constitute the vanguard."
15. ↑  In theorie, niet altijd in praktijk.
16. ↑  Constitution of the People's Republic of Angola (1976), sectie 1, artikel 2: "All sovereignty is vested in the Angolan people. The MPLA, their legitimate representative constituted from a broad front including all patriotic forces engaged in the anti-imperialist struggle, is responsible for the political, economic, and social leadership of the nation" Geen directe verwijzing naar het socialisme. Wel wordt de bijzondere rol van de MPLA, de marxistische partij, benadrukt.
17. ↑  Loi Fondamentale de la République Populaire du Benin (Constitution) (1984), artikel 18: "En République Populaire du Bénin, la voie de développement est la Socialisme. Son fundament philosophique est le Marxisme-Léninisme."
18. ↑  In theorie
19. ↑  ORDONNANCE N° 40-69 du 31 décembre 1969, portant promulgation de la constitution de la République Populaire du Congo, artikel 41: "Lors de son entrée en fonction, le Président de la République Populaireprête solennellement devant le Comité Central du Parti Congolais du Travail le sermentsuivant :« Je jure fidélité au Peuple Congolais, à la Révolution et au Parti Congolais duTravail. Je m’engage en me guidant des principes marxistes-léninistes, à consacrer,défendre les Statuts du Parti et la Constitution, à consacrer toutes mes forces au triomphedes idéaux prolétariens du Peuple Congolais dans le Travail, la démocratie et la paix »."
20. ↑  Constitution of Egpyt (1971), preambule: "We, the people, who in addition to shouldering the trust of history, carry the responsibility of great present and future objectives deeply rooted in the long and arduous struggle, where flags of freedom, socialism and unity were hoisted along the path of the great march of the Arab nation." Daarnaast artikel 1.1: "The Arab Republic of Egypt is a Socialist Democratic State based on the alliance of the working forces of the people." En art. 4.3: "The economic foundation of the Arab Republic of Egypt is the socialist democratic system."
21. 1 2  Discutabel
22. ↑  Constitution of the People's Democratic Republic of Ethiopia (1987), artikel 1: "The People's Democratic Republic of Ethiopia shall (...) lay the foundation for the construction of socialism." Artikel 6: "The Worker's Party of Ethiopia, which is guided by Marxism-Leninism, is a vanguard party dedicated to serving the working people and protecting there interests."
23. ↑  Geen verwijzingen naar het socialisme in de grondwet van Ghana (1960).
24. ↑  The Constitution of the Convention People's Party, 1958, p. 6, 7, 27
25. ↑  République de Guinée, Constitution 1958, preambule: "La Guinée est une République démocratique, laïque et sociale."
26. ↑  La Constitution 14 Mai 1982, preambule: "Au cours de cette phase, le Peuple de Guinée s’engage à construire une Nation forte, prospère et juste, une Société socialiste, et à poursuivre indéfiniment son évolution vers des progrès de plus en plus élevés dans tous les domaines."
27. ↑  Constitution of Guinea-Bissau (1984), preambule: "The Popular National Assembly congratulates the PAIGC for the vanguard role it has always performed in conducting the fates of the Guinea nation, and congratulates itself for the courageous and timely decision that the Party of Amilcar Cabral took by overcoming the challenge of democratic opening, towards the construction of a plural, just and free society."
28. ↑  Geen specifieke verwijzingen naar het socialisme in de herziene grondwet van 1992.
29. ↑  KANU Manifesto 1979: "At the date of Independence we have committed ourselvers to build a new Kenya guided by Democratic African Socialism and founded upon all that is good and valid in our traditional society."
30. ↑  KANU Manifesto 1988, p. 1: "Born out of the ancient quest for freedom and independence of Kenya peoples, the spirit that gave birth to KANU, and which sustains it, is embedded in the hallowed philosophy of African socialism."
31. ↑  De Keniaanse Afrikaanse Nationale Unie (KANU) was van 1982-1992 de enige legale partij. Volgens de partijconstitutie was het Afrikaans socialisme indertijd de officiële ideologie. Met Afrikaans socialisme bedoelde men een soort geestesgesteldheid, de bereidheid om de ander te helpen om oude Afrikaanse gemeenschapsvormen in stand te houden. Op economisch gebied was de KANU echter behoorlijk liberaal. President Daniel arap Moi die zich weleens beriep op Afrikaans socialisme was een voorstander van economisch liberalisme.
32. ↑  Constitution of 1977, artikel 1: "The official name of Libya will be 'The Socialist People's Libyan Arab Jamahiriya'."
33. ↑  Ch. Cadoux: La deuxième République malgache (1989): "elle s'achève le 31 décembre 1975 par la promulgation d'une nouvelle Constitution qui installe officiellement le pays dans la voie du socialisme révolutionnaire."
34. ↑  2e Séminaire de l'Union soudanaise-R.D.A. (1963), p. 76: "Données maliennes et socialisme scientifique."
35. ↑  Constitution mauritanienne 1961, révisée 1965, artikel 1: "Le Parti du Peuple mauritanien, né de la fusion des partis nationaux existant au 25 Décembre 1961, est reconnu comme l'unique parti de l'État."
36. ↑  Verwijzingen naar leidende rol FRELIMO in grondwet van 1975, artikel 1, sectie 2: "Power belongs to the workers and peasants united and led by FRELIMO and organs of people's power"..
37. ↑  De oorspronkelijke grondwet van 1976 sprak nog van Arabisch socialisme, zie:Het Constitutioneel Kader van de Democratische Republiek der Sahrawi's (1994).
38. ↑  Constitution of Sao Tome and Principe (1975, herz. 2003), preambule verwijst naar de bijzondere rol van de MLSTP.
39. ↑  The 1979 Constitution for Seychelles, preambule: "Seychelles is declared to be a sovereign socialist republic."
40. ↑  Somalia Constitution (1979), artikel 1: "The Somali Democratic Republic is a socialist state led by the working class, and is an integral part of the Arab and African entities."
41. ↑  Constitution of Sudan (1973), artikel 1: "The Democratic Republic of Sudan is a (...) socialist republic." Het socialisme wordt ook genoemd in de preambule.
42. ↑  Constitution of the United Republic of Tanzania (1977, herz. 1995), artikel 3.1: "The United Republic is a democratic and socialist state which adheres to multi-party democracy."
43. ↑  Recommandons au Conseil exécutif du MNRCS (1973): "Le socialisme tchadien, est-il expliqué ailleurs, est un socialisme de la solidarité, un socialisme de la primauté spirituelle, un socialisme du sens de l’humain, un socialisme du respect de la personne, du dialogue et de la croyance en Dieu, pour tout dire un socialisme à visage humain. (...) Le socialisme tchadien tiendra beaucoup compte de l’élément religieux qui est l’une des structures mentales du peuple tchadien."
44. ↑  Tot 1981 was de enige toegestane partij de Socialistische Destourpartij.
45. ↑  Overschakeling naar economisch liberalisme in 1969.
46. ↑  Common Man's Charter (1968)
47. ↑  Partijconstitutie van de UNIP onder "Doelstellingen": "To achieve African democratic socialism for Zambia ...", Kenneth Kaunda: Humanism in Zambia, and a guide to its implementation, part I. (1970), p. 11
48. ↑  Als autonome staat binnen de Verenigde Republiek Tanzania vormen Zanzibar en Pemba een socialistische entiteit, zie de grondwet van Zanzibar en Pemba (1984), preambule.
49. ↑  Het beleid was wel socialistisch te noemen, maar in de grondwet zal men de term "socialisme" tevergeefs zoeken.
50. ↑  Discutabel; hoewel geregeerd door marxistisch georiënteerde junta was het land geen eenpartijstaat en werd de grondwet ook niet aangepast.
51. ↑  Constitution of the Co-operative Republic of Guyana (1980), artikel 1.1: "Guyana is an indivisible, secular, democratic sovereign state in the course of transition from capitalism to socialism and shall be known as the Co-operative Republic of Guyana." (Vgl. preambule)
52. ↑  Constitution of Cuba (2019), artikel 1: "Cuba is a democratic, independent and sovereign socialist State of law and social justice ..."
53. ↑  Constitution of Nicaragua (1984, herz. 2014), artikel 4: "The State (...) is organized to achieve the common good, assuming the task of promoting the human development of each and every Nicaraguan, inspired by Christian values, socialist ideals, practices based on solidarity, democracy and humanism, as universal and general values, as well as the values and ideals of Nicaraguan culture and identity.", vgl. ook art. 5.
54. ↑  Country Profile: Suriname: "Five years later the civilian government was replaced by a military regime that soon declared Suriname a socialist republic."
55. ↑  Geen verwijzingen naar het socialisme in de grondwet.
56. ↑  In de partijconstitutie van de Democratische Volkspartij van Afghanistan die het land regeerde tussen 1978 en 1990 zal men vergeefs zoeken naar woorden als "marxisme", "communisme" of zelfs "socialisme," zie: T.T. Hammond: Red Flag over Afghanistan: Appendix: Constitution of the People's Democratic Party of Afghanistan (1984), p. 131v. Hoewel allerlei symbolen (rode vlag, lofprijzingen op de Oktoberrevolutie en partijstructuur van de DVPA) en bepaald beleid (landhervormingen, alfabetiseringscampagne, nauwe betrekkingen met de USSR, e.d.) duidelijk wijzen in de richting van op z'n minst sympathie voor het communisme, was de Democratische Republiek Afghanistan formeel geen communistische staat.
57. ↑  Constitution of Afghanistan (1987). Gearchiveerd op 19 augustus 2020. Geraadpleegd op 16 februari 2021.
58. ↑  Constitution of Bangladesh (1972, herz. 2011), preambule: "Pledging that the high ideals of nationalism, socialism, democracy and secularism, which inspired our heroic people to dedicate themselves to, and our brave martyrs to sacrifice their lives in, the national liberation struggle, shall be the fundamental principles of the Constitution."
59. ↑  Een van de meest neoliberale landen van Azië, Bangladesh, is volgens de grondwet een socialistische staat.
60. ↑  Constitution of the Socialist Republic of the Union of Burma (1974), artikel 5: "A Socialist society is the goal of the State" en artikel 6: "The economic system of the State is a Socialist economic system." Vgl. ook de preambule.
61. ↑  The Constitution law of People's Republic of China (1949), artikel 1.1: "The People's Republic of China is a socialist state under the people's democratic dictatorship led by the working class and based on the alliance of workers and peasants." Zie ook de preambule en verschillende andere artikelen in de grondwet.
62. ↑  Constitution (1949), Forty Second Amendment (1976): "(a) for the words "SOVEREIGN DEMOCRATIC REPUBLIC" the words "SOVEREIGN SOCIALIST SECULAR DEMOCRATIC REPUBLIC" shall be substituted."
63. ↑  Alle grote politieke partijen in India zijn formeel socialistisch: de Congrespartij, maar ook de huidige Bharatiya Janata-partij. Deze laatste partij, die behoorlijk economisch liberaal beroept zich op een "Gandhiaans socialisme" (het maakt zelfs deel uit van de partij-eed.)
64. ↑  Constitution of Indonesia (1945), preambule: "constitution of the sovereign Republic of Indonesia which is based on the belief in the One and Only God, just and humanity, the unity of Indonesia, democracy guided by the inner wisdom of deliberations amongst representatives and the realization of social justice for all of the people of Indonesia." (Pancasila).
65. ↑  Als Pancasila wordt gezien als een vorm van socialisme dan is Indonesië sinds 1949 ononderbroken een socialistische staat. Zelfs onder de anti-communist Soeharto was Pancasila de staatsfilosofie.
66. ↑  Constitution of the Arab Republic of Iraq (1968): "Its [the country's] basic objective is the realization of one Arab State and the build-up of the socialist system."
67. ↑  Na de machtsovername van Saddam Hoessein in 1978 volgde een oriëntering op het Westen.
68. ↑  Constitution of the People's Democratic Republic of Yemen (1971, herz. 1978), artikel 1: "The People's Democratic Republic of Yemen is a sovereign democraticand people's Republic. It is a state that expresses the interests of the workers, thepeasants, the intelligentsia, the petty bourgeoisie and all the working populace andaims towards the realization of the United Democratic Yemen, and the absolutefulfilment of the basis of the national democratic revolution stage for the purposeof paving the way for the transition to the construction of socialism."
69. ↑  In de grondwet van 1975 zal men tevergeefs zoeken naar woorden als "socialisme" en "communisme." Er zijn wel duidelijke toespelingen naar een marxistische maatschappij: "The State of Kampuchea is a State of the people, workers, peasants and all other Kampuchean labourers." (Art.1)
70. ↑  Grondwet van de Volksrepubliek Kampuchea (1981), preambule: "[Kampuchea is] a democratic state (...) gradually advancing toward socialism."
71. ↑  Constitution of the Democratic People's Republic of Korea (1948, herz. 1972), artikel 1: "The Democratic People's Republic of Korea is an independent socialist state representing the interests of all the Korean people."
72. ↑  Constitution of the DPRK (1948, herz. 1998), preambule: "The Democratic People’s Republic of Korea is a socialist fatherland of Juche which embodies the idea of and guidance by the great leader Comrade Kim II Sung." Verder: artikel 1 (ongewijzigd t.o.v. 1972), 9, 14, 21, etc. Juche neemt echter in de grondwetsherziening van 1998 een bijzondere plek in. Juche wordt echter wel gezien als een vorm van socialisme. Ter vergelijking, in de grondwet van 1972 wordt Juche 3 keer genoemd, in de grondwet van 1992 5 keer, in de grondwet van 1992 inmiddels al 11 keer en in de meest recente grondwet van 2019 14 keer. Het aantal keer dat socialisme wordt genoemd ligt echter vele malen hoger (steeds rond de 60 keer.) Marx of marxisme worden nooit genoemd in de grondwetten van Noord-Korea, maar ook in andere grondwetten van communistische staten ontbreekt soms een verwijzing naar Marx.
73. 1 2  Constitution DPRK (2016), artikel 3: "The Democratic People’s Republic of Korea is guided in its activities by the Juche idea and the Songun idea, a world outlook centred on people, a revolutionary ideology for achieving the independence of the masses of the people."
74. ↑  Gondwet van 2019: "The Democratic People’s Republic of Korea is guided in its building and activities only by great Kimilsungism-Kimjongilism." Waarschijnlijk gaat het hier om een verzamelterm voor Juche, Songun e.d.
75. ↑  Constitution of the People's Democratic Republic of Laos (1991), preambule: "During [the years] since the country has been liberated, our people have together been implementing the two strategic tasks of defending and building the country, especially the undertaking of reforms in order to mobilise the resources within the nation to preserve the people’s democratic regime and create conditions to move towards socialism."
76. ↑  Grondwet, art. 13: "All types of enterprises are equal before the laws and operate according to the principle of the market economy, competing and cooperating with each other to expand production and business while regulated by the State in the direction of socialism."
77. ↑  Verschillende verwijzingen naar het socialisme en marxisme-leninisme in de grondwet van 1960. In de preambule lezen we over de rol van de Mongoolse Volkspartij dat zij de "guiding and directing force in society" is.
78. ↑  Constitution of Sri Lanka (1978), hoofdstuk 6, artikel 27.2: "The State is pledged to establish in Sri Lanka a democratic socialist society."
79. ↑  Het socialisme wordt nergens in de grondwet gespecificeerd.
80. ↑  Constitution of the Arab Republic of Syria (1973), artikel 1.1: "The Syrian Arab Republic is a democratic, popular, socialist, and sovereign state."
81. ↑  Alle verwijzingen naar het socialisme ontbreken in de nieuwe grondwet van 2012.
82. ↑  Salimaa S. Khovalyg: Officialdom of the Tuvan people's republic: transformation of the socio-cultural (2018), p. 234vv
83. ↑  Constitution of the Socialist Republic of Vietnam (1992, herz. 2013), artikel 2.1: "The Socialist Republic of Vietnam State is a socialist rule of law State of the people, by the people, and for the people."